# Lijst van veerdiensten in Nederland
Hieronder staat een een lijst van veerdiensten in Nederland.

## Waddenzee
| Beginhalte | Eindhalte             | Water              | Veer sinds | Type Veer                 | Type Boten | Boten                                                                        | Openingstijden                                                 | Uitvoerder                                          | Foto                       |
| ---------- | --------------------- | ------------------ | ---------- | ------------------------- | ---------- | ---------------------------------------------------------------------------- | -------------------------------------------------------------- | --------------------------------------------------- | -------------------------- |
| Den Helder | 't Horntje, Texel     | Marsdiep           | 1907       | Fiets-/Voet en autoveer   | Zeeschip   | Texelstroom, Dokter Wagemaker                                                | Hele jaar; dagelijks                                           | Koninklijke N.V. Texels Eigen Stoomboot Onderneming |                            |
| Harlingen  | Terschelling Vlieland | Waddenzee          |            | Fiets-/Voet en autoveer   | Zeeschip   | Willem Barentsz, Willem de Vlamingh, Friesland, Koegelwieck, Tiger, Vlieland | Hele jaar; dagelijks                                           | Rederij Doeksen                                     |                            |
| Holwerd    | Ameland               | Waddenzee          |            | Fiets-/Voet en autoveer   | Zeeschip   | Oerd, Sier                                                                   | Hele jaar; dagelijks                                           | Rederij Wagenborg                                   |                            |
| Lauwersoog | Schiermonnikoog       | Waddenzee          |            | Fiets-/Voetveer-/autoveer | Zeeschip   | Monnik, Rottum                                                               | Hele jaar; dagelijks; afvaart om de drie uur                   | Rederij Wagenborg                                   | Veerboot Monnik            |
| Delfzijl   | Emden Ditzum          | Dollard            |            | Fiets-/Voetveer           | Zeeschip   | Dollard                                                                      | Mei t/m september; woensdag, vrijdag, zaterdag; tweemaal daags | Internationale Dollard Route e.V.                   |                            |
| Delfzijl   | Emden-Knock Borkum    | Dollard, Waddenzee |            | Fiets-/Voetveer           | Zeeschip   | Wappen von Borkum                                                            | Mei t/m september; vrijdag, zaterdag, zondag; eens per dag     | AG Ems-Nederland B.V.                               | Veerboot Wappen von Borkum |
| Eemshaven  | Borkum                | Waddenzee          |            | Autoveer                  | Zeeschip   | Münsterland                                                                  | Hele jaar; dagelijks; driemaal daags                           | AG Ems-Nederland B.V.                               |                            |

## Noordoost Nederland
| Beginhalte                 | Eindhalte                  | Water                    | Veer sinds | Type Veer       | Type Boten                                      | Boten                | Openingstijden                                                                                                  | Uitvoerder                 | Foto |
| -------------------------- | -------------------------- | ------------------------ | ---------- | --------------- | ----------------------------------------------- | -------------------- | --- | -------------------------- | ---- |
| Meppel Fort                | Meppel Bloemberg           | Reestvervangende leiding |            | Voetveer        | Zelfbedienings-kabelveerpont                    |                      | Altijd |                            |      |
| Meppel                     | Staphorst                  | Reest                    |            | Voetveer        | Zelfbedienings-kabelveerpont                    |                      | Altijd | Gemeente Meppel            |      |
| Noordlaren                 | Meerwijck                  | Drentsche Diep           |            | Fiets-/Voetveer | Zelfbedienings-kabelveerpont                    |                      | April, mei, september; dagelijks 9.00 - 19.00. Juni, juli, augustus; dagelijks 9.00 - 21.00                     | Gemeente Midden-Groningen  |      |
| Sebaldeburen               | Boerakker                  | Langs- of Wolddiep       |            | Fiets-/Voetveer | Zelfbedienings-kabelveerpont                    |                      | Altijd | Landschapsbeheer Groningen |      |
| Beerta                     | Reiderwolde                | Reide                    |            | Fiets-/Voetveer | Zelfbedienings-kabelveerpont                    | Pont van Aart        | Altijd | Gemeente Oldambt           |      |
| Nieuwe Weg                 | Hidra                      | Oldambtmeer              |            | Fiets-/Voetveer | Zelfbedienings-kabelveerpont                    |                      | Altijd | Gemeente Oldambt           |      |
| Schaphalster- zijl         | Aduarderzijl               | Reitdiep                 |            | Fiets-/voetveer | -                                               |                      | - | Stichting Reitdiepveer     |      |
| Blokzijl                   | Jonen                      | Vaartsloot               |            | Fiets-/Voetveer | Elektrisch aangedreven kabelveerpont            |                      | April t/m oktober; dagelijks; 9.00 - 19.00. November t/m maart; zelfbediening                                   |                            |      |
| Sint Jansklooster          | Laarzenpad                 | De Wieden                |            | Voetveer        | Zelfbedienings-kabelveerpont                    | Laarzenpad           | Juli t/m maart; dagelijks; hele dag. April t/m juni; dagelijks; hele dag.                                       | Natuurmonumenten           |      |
| Genemuiden                 | Zwartsluis                 | Zwarte Water             |            | Autoveer        | Kabelveerpont met motor                         | Noord Westhoek I     | Hele jaar; maandag t/m vrijdag; 6.00- 22.00. Hele jaar; zaterdag; 8.00 - 19.00. Hele jaar zondag; 9.00 - 19.00. | Gemeente Zwartewaterland   |      |
| Kampen Kampereiland        | Mandjeswaard               | Ganzendiep               |            | Fiets-/Voetveer | Zelfbedienings-kettingveerpont                  | H.C. Kleemans-pontje | Half april t/m half oktober; dagelijks                                                                          | Gemeente Kampen            |      |
| Haerst                     | Zwolle Agnietenberg        | Overijsselse Vecht       |            | Fiets-/Voetveer | Handkrachtaandreven kabelveerpont (met veerman) |                      | Mei t/m september; dagelijks; 10.00 - 19.00                                                                     |                            |      |
| Oldemarkt                  | Oldetrijne                 | Linde                    |            | Fiets-/Voetveer | Zelfbedienings-kettingveerpont                  | Over de Lende        | Altijd | Gemeente Weststellingwerf  |      |
| Rotstergaast               | Oldelamer                  | Tjonger                  |            | Fiets-/Voetveer | Zelfbedienings-kettingveerpont                  |                      | Altijd Behalve bij ijsgang                                                                                      | Gemeente De Friese Meren   |      |
| Rheeze                     | Oud-Bergentheim            | Overijsselse Vecht       |            | Fiets-/Voetveer | Elektrisch aangedreven kabelveerpont            | Marskampveer         | April t/m oktober; dagelijks; hele dag                                                                          | Gemeente Hardenberg        |      |
| Kalenberg in De Weerribben | Kalenberg in De Weerribben |                          |            | Voetveer        | Zelfbedienings-kabelveerpont                    |                      | Half juli t/m maart; dagelijks; hele dag. Maart t/m half juli; niet in gebruik (broedseizoen)                   | Staatsbosbeheer            |      |
| Loozen                     | Loozensche Linie           | Overijsselse Vecht       |            | Voetveer        | Elektrisch aangedreven kabelveerpont            |                      | April t/m oktober; dagelijks; hele dag                                                                          | Gemeente Hardenberg        |      |
| Zwolle Goertjesweg         | Zwolle Goertjesweg         | Zandwetering             |            | Voetveer        | Zelfbedienings-kabelveerpont                    |                      | Altijd | Doepark Nooterhof          |      |
| Notter                     | Zuna                       | Regge                    |            | Fiets-/Voetveer | Zelfbedienings-kettingveerpont                  | Conavroegh           | Altijd | Gemeente Wierden           |      |

## Randmeren
| Beginhalte | Eindhalte     | Water      | Veer sinds | Type Veer       | Type Boten    | Boten          | Openingstijden | Uitvoerder              | Foto |
| ---------- | ------------- | ---------- | ---------- | --------------- | ------------- | -------------- | -------------- | ----------------------- | ---- |
| Nunspeet   | Biddinghuizen | Veluwemeer |            | Fiets-/Voetveer | Motorveerpont | Veluwerandveer | Zie.           |                         |      |
| Horst      | Zeewolde      | Wolderwijd | 1993       | Fiets-/Voetveer | Motorveerboot | Horsterveer    | Zie.           | Swets ODV Maritiem B.V. |      |

## Zeeland
| Beginhalte    | Eindhalte     | Water                 | Veer sinds | Type Veer       | Type Boten    | Boten                                  | Openingstijden                                                                                             | Uitvoerder             | Foto |
| ------------- | ------------- | --------------------- | ---------- | --------------- | ------------- | -------------------------------------- | --- | ---------------------- | ---- |
| Vlissingen    | Breskens      | Westerschelde         | 1913       | Fiets-/Voetveer | SWATH         | Prins Willem-Alexander, Prinses Máxima | Hele jaar, dagelijks, minimaal ieder uur een afvaart                                                       | Westerschelde Ferry BV |      |
| Sluiskil-West | Sluiskil-Oost | Kanaal Gent-Terneuzen |            | Fiets-/Voetveer | Motorpont     | Pont Sluiskil                          | ma-vr, 07-10 en 14-17 uur, niet in schoolvakanties                                                         | Stichting              |      |
| Perkpolder    | Hansweert     | Westerschelde         | 2005       | Fiets-/Voetveer | Motorveerboot | Onderneming                            | Juli-Augustus, ma, wo, vr, zo tussen 9 en 17 uur 3x oversteek. Niet bij windkracht ≥ 6 en bij dichte mist. | Particulier            |      |

## Rivierengebied

### Rijn/Waal/Merwede
De volgorde van deze lijst volgt de rivier stroomafwaarts.
| Kmr.    | Linkeroever                          | Rechteroever    | Water                  | Veer sinds     | Type Veer       | Type Boten             | Boten           | Openingstijden | Uitvoerder                        | Foto               |
| ------- | ------------------------------------ | --------------- | ---------------------- | -------------- | --------------- | ---------------------- | --------------- | --- | --------------------------------- | ------------------ |
| 866.200 | Millingen aan de Rijn                | Pannerden       | Rijn/Bijlandsch Kanaal | Omstreeks 1920 | Fiets-/Voetveer | Motorveerpont koplader | Heen en Weer V  | April ma-vr: 8.00-18.00, za-zo 9.00-18.00. Mei en juni ma-vr: 8.00-18.00, za-zo 9.00-18.30. Juli en augustus: ma-vr 8.00-18.30, za-zo 9.00-18.30. September ma-vr: 8.00-18.00, za-zo 9.00-18.30. Oktober t/m maart; ma-vr; 8.00, 9.00, 11.00, 13.00, 15.00, 17.00m, za-zo 10.00, 11.00, 13.00, 15.00, 17.00. Veerdienst gesloten tussen 25 december en 1 januari. | Bruno Kievits Veerdiensten V.O.F. | Veerpont Millingen |
|         | Millingen aan de Rijn                | Doornenburg     | Waal                   |                | Fiets-/Voetveer | Motorveerpont koplader | Halve maan      | Mei en juni; zaterdag en zondag; 9.00 - 18.00. Juli en augustus; dagelijks; 9.00 - 18.00. September; zondag; 9.00 - 18.00. | Bruno Kievits Veerdiensten V.O.F. | Halve Maan         |
|         | Beuningen                            | Slijk-Ewijk     | Waal                   |                | Fiets-/Voetveer | Motorveerboot          | H4 - de Weerder | Half april t/m half juni; zaterdag en zondag; 10.00 - 17.30. Half juni t/m half september; dagelijks; 10.00 - 17.30. Half september t/m eind september; zaterdag en zondag; 10.00 - 17.30. | Uitrwaarde                        |                    |
| 902.800 | Druten                               | Dodewaard       | Waal                   |                | Fiets-/Voetveer | Motorveerboot          | D'n Overkant    | Half april t/m juni; zaterdag en zondag; 10.00 - 17.30. Juli t/m half september; dagelijks; 10.00 - 17.30. Half september t/m eind september; zaterdag en zondag; 10.00 - 17.30. | Uitrwaarde                        |                    |
| 914.800 | Wamel                                | Tiel            | Waal                   | 1972           | Fiets-/Voetveer | Motorveerboot          | Pomona          | Hele jaar; maandag t/m woensdag; 7.00 - 20.20. Hele jaar; donderdag; 7.00 - 21.10. Hele jaar; vrijdag; 7.00 - 20.20. Hele jaar; zaterdag; 8.30 - 18.00. Hele jaar; zondag; 10.00 - 18.00. | Gemeente Tiel                     |                    |
| 925.500 | Heerewaarden                         | Varik           | Waal                   |                | Fiets-/Voetveer | Motorveerpont koplader | Neptunus I      | Half april t/m juni; zaterdag en zondag; 10.00 - 17.30. Juli t/m half september; dagelijks; 10.00 - 17.30. Half september t/m eind september; zaterdag en zondag; 10.00 - 17.30. | Uitrwaarde                        |                    |
| 946.100 | Brakel                               | Herwijnen       | Waal                   | 1898           | Autoveer        | Motorveerpont          | Brakel II       | Hele jaar; maandag t/m vrijdag; 5.30 - 22.00. Hele jaar; zaterdag; 7.00 - 22.00. Hele jaar; zondag; 9.00 - 22.00. | Veerdienst Gorinchem              |                    |
|         | Slot Loevestein Woudrichem           | Vuren Gorinchem | Waal/Boven-Merwede     |                | Fiets-/Voetveer | Motorveerboot          | Gorinchem VIII  | Zie. | Veerdienst Gorinchem              |                    |
|         | Slot Loevestein Woudrichem Sleeuwijk | Vuren Gorinchem | Waal/Boven-Merwede     |                | Watertaxi       | Motorveerboot          | Gorinchem X     | Zie. | Veerdienst Gorinchem              |                    |

### Linge
De volgorde van deze lijst volgt de rivier stroomafwaarts.
| Linkeroever | Rechteroever          | Water | Veer sinds | Type Veer       | Type Boten                           | Boten       | Openingstijden                                                                                   | Uitvoerder | Foto |
| ----------- | --------------------- | ----- | ---------- | --------------- | ------------------------------------ | ----------- | ------------------------------------------------------------------------------------------------ | ---------- | ---- |
| Enspijk     | Landgoed Marienwaerdt | Linge |            | Fiets-/Voetveer | Motorveerpont                        | Janske      | April t/m september; dagelijks; 9.30 - 17.30.                                                    | Uitrwaarde |      |
| Heukelum    | Galgenwaard           | Linge |            | Fiets-/Voetveer | Motorveerpont                        | Galgenwaard | Half april t/m augustus; dagelijks; 11.00 - 17.30. September; zaterdag en zondag; 11.00 - 17.30. | Uitrwaarde |      |
| Spijk       | Arkel                 | Linge |            | Fiets-/Voetveer | Kabelveerpont elektrisch aangedreven | Duo         | April t/m oktober; dagelijks; 10.00 - 12.00, 13.00 - 18.00.                                      |            |      |

### Nederrijn/Lek

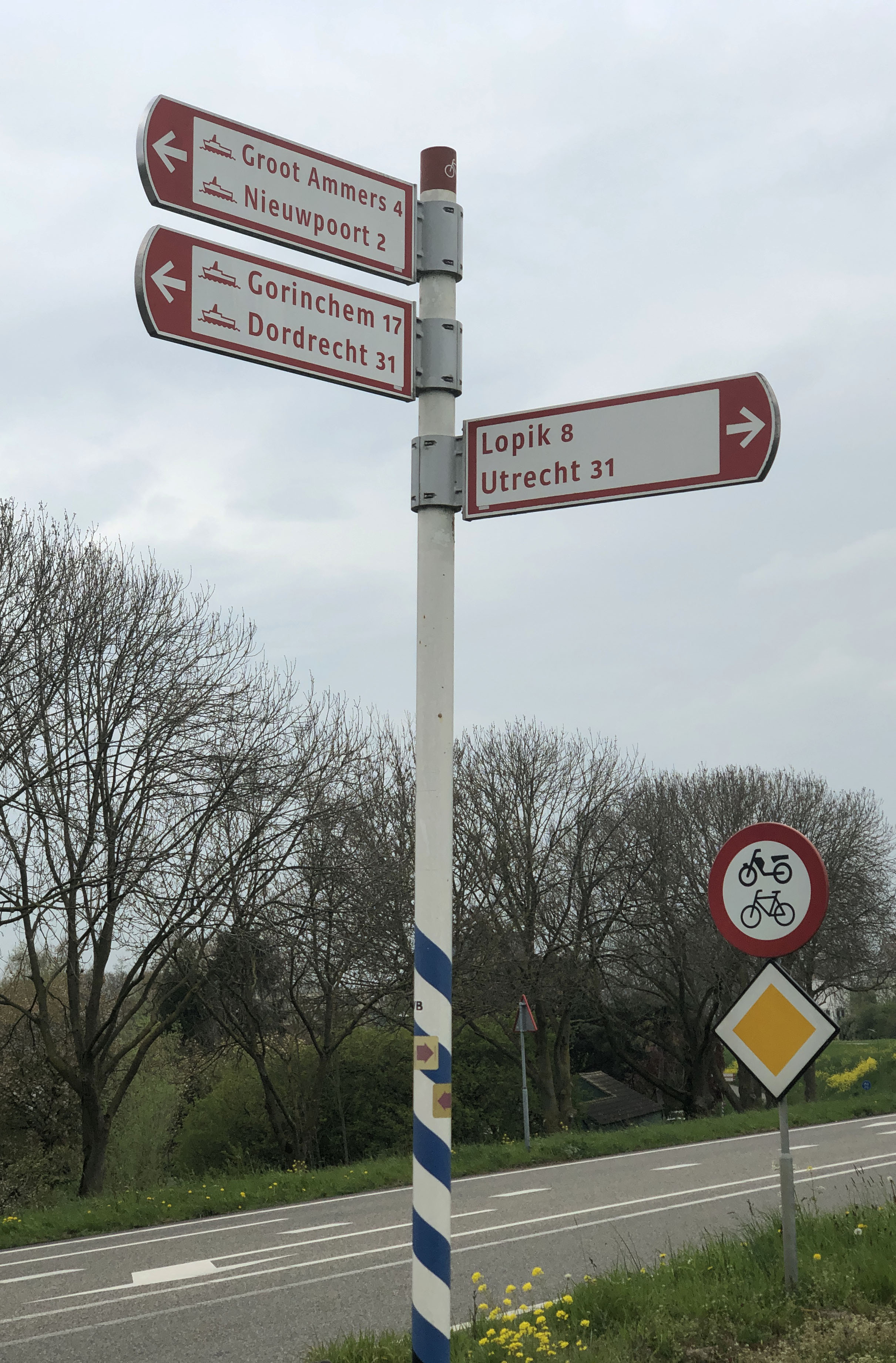
Wegwijzer toont bestemmingen die via een veerdienst bereikt worden.

De volgorde van deze lijst volgt de rivier stroomafwaarts.
| Kmr.    | Linkeroever                        | Rechteroever                   | Water                         | Veer sinds     | Type Veer       | Type Boten                | Boten                            | Openingstijden | Uitvoerder                                                             | Foto             |
| ------- | ---------------------------------- | ------------------------------ | ----------------------------- | -------------- | --------------- | ------------------------- | -------------------------------- | --- | ---------------------------------------------------------------------- | ---------------- |
| 870.000 | Doornenburg                        | Pannerden                      | Pannerdensch Kanaal           | Onbekend       | Autoveer        | Gierpont met motor        | Willem                           | Hele jaar; maandag t/m vrijdag; 6.00 - 22.45. Hele jaar; zaterdag; 7.00 - 22.45. Hele jaar; zondag; 8.00 - 22.45. |                                                                        |                  |
| 876.800 | Huissen                            | Loo                            | Pannerdensch Kanaal/Nederrijn | 1579           | Autoveer        | Gierpont met motor        | Christoffel II                   | April t/m september; maandag t/m zaterdag; 6.30 - 22.00. April t/m september; zondag; 9.00 - 22.00. Oktober t/m maart; maandag t/m zaterdag; 6.30 - 21.00. Oktober t/m maart; zondag; 9.00 - 21.00.                                                                                   | Looveer Huissen b.v.                                                   |                  |
| 890.700 | Driel                              | Heveadorp                      | Nederrijn                     |                | Fiets-/Voetveer | Veerpont op zonne-energie | Opstapper                        | Maart t/m half oktober; maandag t/m vrijdag; 7.00 - 18.00. Mei t/m augustus; zaterdag; 9.30 - 18.00. Mei t/m augustus; zondag; 10.00 - 18.00. Half oktober t/m februari; maandag t/m vrijdag; 7.30 - 10.00 en 14.30 - 18.00.                                                          | Jobstap, Drielse Veer                                                  |                  |
| 896.500 | Heteren                            | Renkum                         | Nederrijn                     | < 1796         | Fiets-/Voetveer | Elektrisch veer koplader  | Renkumse veer                    | Mei t/m half juni; zaterdag en zondag; 10.00 - 17.30. 15 juni - 15 september en vakantiedagen: 10 - 17.30. | Stichting Uiterwaarde                                                  |                  |
| 900.200 | Randwijk                           | Wageningen                     | Nederrijn                     | ± 1850         | Autoveer        | Kabelveerpont met motor   | Lexkesveer                       | Hele jaar; maandag t/m vrijdag; 6.45 - 23.30. Hele jaar; zaterdag en zondag; 8.15 - 23.30. | Veerdienst Gemeente Wageningen                                         | Lexkesveer       |
| 906.100 | Opheusden                          | Wageningen                     | Nederrijn                     | 9e eeuw        | Autoveer        | Gierpont met motor        | Opheusdense Veer                 | Zomertijd; maandag t/m zaterdag; 6.30 - 21.00. Zomertijd; zondag; 9.00 - 21.00. Wintertijd; maandag t/m zaterdag; 6.30 - 20.00. Wintertijd; zondag; 9.00 - 19.00. |                                                                        | Opheusdense Veer |
| 910.??? | Lienden                            | Rhenen                         | Nederrijn                     | 1350           | Fiets-/Voetveer | Elektrisch veer, koplader | Limeslijn                        | Mei t/m half juni; zaterdag, zondag en vakantiedagen; 10.00 - 17.40. 15 juni - 15 september dagelijks: 10.00 - 17.40. | Stichting Uiterwaarde                                                  | Rehense veer     |
| 915.600 | Ingen                              | Elst                           | Nederrijn                     | 1487           | Autoveer        | Gierpont met motor        | Geldersweert, ('Ingensche veer') | Hele jaar; maandag t/m vrijdag; 6.00 - 23.00. Hele jaar; zaterdag; 7.00 - 24.00. Hele jaar; zondag; 9.00 - 23.00. | Veerdienst Ingen - Elst b.v.                                           | Geldersweert     |
| 918.600 | Eck en Wiel                        | Amerongen                      | Nederrijn                     | ± 1550         | Autoveer        | Gierpont met motor        | Regina Fluminum II               | Hele jaar; maandag t/m vrijdag; 6.00 - 24.00. Hele jaar; zaterdag; 6.30 - 24.00. Hele jaar; zondag; 8.00 - 24.00. | Veerbedrijf Eck en Wiel Amerongen b.v.                                 |                  |
| 928.400 | Rijswijk                           | Wijk bij Duurstede             | Lek                           | Eind 13de eeuw | Autoveer        | Motorveerpont             | Wijkse Veer                      | Hele jaar; maandag t/m zaterdag; 6.00 - 24.00. Hele jaar; zondag; 9.00 - 24.00. | Gemeente Wijk bij Duurstede                                            |                  |
| 933.500 | Beusichem                          | Wijk bij Duurstede             | Lek                           | 14de eeuw      | Autoveer        | Gierpont met motor        | Spes Salutis (Beusichemse Veer)  | Hele jaar; dagelijks; 6.30 - 22.30. | Veerbedrijf Ton Paulus                                                 |                  |
| 939.600 | Culemborg                          | Schalkwijk                     | Lek                           |                | Autoveer        | Gierpont met motor        |                                  | Hele jaar; maandag t/m zaterdag; 6.30 - 22.30. Hele jaar; zondag; 9.00 - 22.30. | Veerbedrijf Mason                                                      |                  |
|         | Werk aan het Spoel Fort Everdingen | Werk aan de Groeneweg (Houten) | Lek                           |                | Fiets-/Voetveer | Motorveerboot             | Liniepont                        | Mei t/m half juni; zaterdag en zondag; 10.00 - 17.30. Half juni t/m half augustus; dagelijks; 10.00 - 17.30. Half augustus t/m september; dagelijks; 10.00 - 17.30. | Uiterwaarde                                                            |                  |
| 958.100 | Vianen                             | Nieuwegein                     | Lek                           |                | Fiets-/Voetveer | Motorveerpont             | Vrevia                           | maandag t/m vrijdag - 07:30 tot 18:00 uur zaterdag & zondag - 10:00 tot 18:00 uur Tussen 1 november en 31 maart vaart de pont niet op zon- en feestdagen. | stichting Vrevia in samenwerking met de stichting Museumwerf Vreeswijk |                  |
| 963.400 | Ameide                             | Lopik                          | Lek                           |                | Fiets-/Voetveer | Motorveerpont             | De Overkant                      | April: Alle weekenden van 10.00 tot 18.00 uur + Koningsdag, Mei t/m augustus: Alle werkdagen van 09.00 tot 21.00 uur, Alle weekenden van 10.00 tot 18.00 uur, September: Alle werkdagen van 09.00 tot 18.00 uur, Alle weekenden van 10.00 tot 18.00 uur, Oktober: Paardenmarkt Ameide |                                                                        |                  |
| 971.400 | Gelkenes                           | Schoonhoven                    | Lek                           |                | Autoveer        | Motorveerpont             | Stad Schoonhoven, Zilverstad     | Hele jaar dagelijks 5:00 - 24:00 uur | Veerdienst Schoonhoven BV                                              |                  |
|         | Ammerstol                          | Groot Ammers                   | Lek                           |                | Voetveer        | Motorveerpont             | Voetveer Ammerstol-Groot Ammers  | 's Zomers af en toe, van 2e paasdag t/m 30 september elke zondag |                                                                        |                  |
| 976.900 | Streefkerk                         | Bergstoep                      | Lek                           |                | Autoveer        | Motorveerpont             | Esmeralda                        | Maandag t/m Vrijdag van: 06:00-23:00 Weekend en Feestdagen: 07:00-23:00 | B.V. Veerdienst Bergstoep                                              |                  |
| 984.600 | Lekkerkerk                         | Nieuw-Lekkerland               | Lek                           |                | Voetveer        | Motorveerpont             | Vice-Versa                       | Maandag t/m Vrijdag van: 6:30-10:30 11:45-19:00 Zaterdag:8:15-10:30, 11:45-19:00 |                                                                        |                  |
| 988.700 | Kinderdijk                         | Krimpen aan de Lek             | Lek                           |                | Autoveer        | Motorveerpont             | Christina                        | Maandag tot en met zaterdag vanaf 06.00 tot 24.00 uur. Zon- en feestdagen vanaf 07.00 tot 24.00 uur. | Veerbedrijf De Visser B.V.                                             |                  |

### IJssel
De volgorde van deze lijst volgt de rivier stroomafwaarts.
| Kmr.    | Linkeroever      | Rechteroever      | Water  | Veer sinds    | Type Veer       | Type Boten              | Boten             | Openingstijden | Uitvoerder                          | Foto              |
| ------- | ---------------- | ----------------- | ------ | ------------- | --------------- | ----------------------- | ----------------- | --- | ----------------------------------- | ----------------- |
| 887.700 | Rheden           | Rhederlaag        | IJssel |               | Fiets-/Voetveer | Motorveerpont koplader  | Wuta              | April; maandag t/m vrijdag; 8.00 - 18.00. April; zaterdag en zondag; 9.00 - 18.00. Mei t/m augustus; maandag t/m vrijdag; 8.00 - 20.00. Mei t/m augustus; zaterdag en zondag; 9.00 - 20.00. September; maandag t/m vrijdag; 8.00 - 18.00. September; zaterdag en zondag; 9.00 - 18.00. | Veerdienst Rheden                   |                   |
| 910.750 | Dieren           | Olburgen          | IJssel | ± 1250        | Autoveer        | Gierpont met motor      | Steeds Voorwaarts | Mei t/m augustus; maandag t/m vrijdag; 6.30 - 20.00. Mei t/m augustus; zaterdag en zondag; 9.30 - 20.00. September t/m april; maandag t/m vrijdag; 6.30 - 19.00. September t/m april; zaterdag; 9.00 - 16.30. September t/m april; zondag; 10.00 - 17.00.                              | Veerpont Dieren                     | Steeds Voorwaarts |
| 917.200 | Brummen          | Bronckhorst       | IJssel | ± 1810        | Autoveer        | Kabelveerpont met motor | Bronkhorsterveer  | Mei t/m september; maandag t/m vrijdag; 7.30 - 19.00. Mei t/m september; zaterdag en zondag; 9.30 - 19.00. Oktober t/m april; maandag t/m vrijdag; 7.30 - 17.30. Oktober t/m april; zaterdag en zondag; 10.00 - 17.00.                                                                 | Stad Bronckhorst                    | Bronkhorsterveer  |
| 938.900 | Wilp             | Gorssel           | IJssel | 1936          | Fiets-/Voetveer | Motorveerboot           | Dommerholt        | Half april t/m eind oktober; dagelijks; 9.30 - 18.00 |                                     |                   |
| 944.500 | Deventer De Worp | Deventer De Welle | IJssel | Onbekend      | Fiets-/Voetveer | Motorveerboot           | Stokvis           | Hele jaar; maandag t/m vrijdag; 7.00 - 23.00. Hele jaar; zaterdag; 8.00 - 23.00. Hele jaar; zondag; 9.00 - 23.00. | Rederij Thuishaven Deventer b.v.    |                   |
| 956.950 | Welsum           | Olst              | IJssel | 1469          | Autoveer        | Kabelveerpont met motor | Olsterveer        | Hele jaar; maandag t/m vrijdag; 7.00 - 22.00. Hele jaar; zaterdag; 8.00 - 22.00. Hele jaar; zondag; 9.00 - 22.00. | Olsterveer b.v.                     | Olsterveer        |
|         | Veessen          | Fortmond          | IJssel |               | Fiets-/Voetveer | Motorveerboot           | Kozakkenveer      | April t/m september; dagelijks; 9.30 - 17.30. | Stichting Voetveer Veessen Fortmond | Kozakkenveer      |
| 965.750 | Vorchten         | Wijhe             | IJssel | Eind 15e eeuw | Autoveer        | Kabelveerpont met motor | Het Wijhese veer  | Hele jaar; maandag t/m zaterdag; 6.30 - 21.30. Zomers; zondag; 8.00 - 21.30. 's Winters; zondag; 9.00 - 21.30. | wijheseveer b.v.                    |                   |
| 977.200 | Hattem           | Zwolle            | IJssel |               | Fiets-/Voetveer | Motorveerboot           | 't Kleine Veer    | Half april t/m 28 oktober; dagelijks; 10.00 - 18.00. | Gemeente Zwolle                     |                   |
| 997.000 | Zalk             | 's-Heerenbroek    | IJssel |               | Fiets-/Voetveer | Motorveerpont           | Zalkerveer        | April t/m mei; dagelijks; 10.00 - 18.00. Juni t/m augustus; maandag t/m zaterdag; 10.00 - 18.00, 19.00 - 21.00. Juni t/m augustus; zondag; 10.00 - 18.00. September t/m oktober; dagelijks; 10.00 - 18.00.                                                                             |                                     |                   |

### Maas
De volgorde van deze lijst volgt de rivier stroomafwaarts.
| Kmr.    | Linkeroever              | Rechteroever             | Water          | Veer sinds | Type Veer       | Type Boten                     | Boten                           | Openingstijden | Uitvoerder             | Foto             |
| ------- | ------------------------ | ------------------------ | -------------- | ---------- | --------------- | ------------------------------ | ------------------------------- | --- | ---------------------- | ---------------- |
|         | Ternaaien                | Eijsden                  | Maas           |            | Fiets-/Voetveer | Motorveerpont                  | Cramignon                       | April; 10:00 - 18:00 uur. Mei t/m september; 10:00 - 20:00 uur. Oktober; 10:00 - 18:00 uur. |                        |                  |
|         | Maastricht-Sint Pieter   | Maastricht-Heugem        | Maas           |            | Fiets-/Voetveer | Motorveerpont                  | Maasgouw                        | Juli t/m Augustus; Zaterdag en zondag; 10:00 - 19:00 uur. | Rederij Stiphout       |                  |
|         | Meeswijk                 | Berg aan de Maas         | Maas           |            | Autoveer        | Gierpont met motor             | Haol Euver II                   | Half juni t/m half september; 07:00 - 23:00 uur. Half september t/m half juni; 07:00 - 21:30 uur. |                        |                  |
|         | Rotem                    | Grevenbicht              | Maas           |            | Fiets-/Voetveer | Motorveerpont                  | 't Veerke                       | April in het weekend; 10:00 - 18:00 uur. Mei; 10:00 - 19:00 uur. Juni t/m augustus; 10:00 - 21:00 uur. September; 10:00 - 19:00 uur. Oktober; Zaterdag en zondag; 10:00 - 18:00 uur. |                        |                  |
|         | Ophoven                  | Ohé en Laak              | Maas           |            | Fiets-/Voetveer | Motorveerpont (Koplader)       | Vogelvlucht (Bijnaam: Walborgh) | April; Zaterdag en zondag; 10:00 - 18:00 uur. Mei; 10:00 - 19:00 uur. Juni t/m augustus; 10:00 - 20:00 uur. September; 10:00 - 19:00 uur. Oktober in het weekend; 10:00 - 18:00 uur. |                        |                  |
|         | Thorn en Wessem          | Stevensweert             | Maas           |            | Fiets-/Voetveer | Motorveerboot                  | Cascade en Stad Wessem          | April t/m juni en begin september t/m oktober; Zaterdag en zondag; Wessem: 10:30, 12:45, 15:00 en 17:15 uur. Stevensweert: 11:15, 13:30, 15:45 en 18:00 uur. Thorn: 12:15, 14:15, 16:30 en 18:45 uur. Juli t/m augustus; dagelijks; Wessem: 10:30, 12:45, 15:00 en 17:15 uur. Stevensweert: 11:15, 13:30, 15:45 en 18:00 uur. Thorn: 12:15, 14:15, 16:30 en 18:45 uur. |                        |                  |
|         | Marina Oolderhuuske      | Ool                      | Maas           |            | Fiets-/Voetveer | Motorveerboot                  | Biej Ool Euver                  | April; Vrijdag; 11:00 - 17:00 uur. April; Zaterdag en zondag; 11:00 - 18:00 uur. Mei; Woensdag t/m vrijdag; 11:00 - 17:00 uur. Mei; Zaterdag en zondag; 11:00 - 18:00 uur. Juni; Woensdag t/m vrijdag; 11:00 - 17:00 uur. Juni; Zaterdag en zondag; 11:00 - 18:00 uur. Juli t/m augustus; Maandag t/m donderdag; 11:00 - 17:00 uur. Juli t/m augustus; Vrijdag t/m zondag; 11:00 - 18:30 uur. September; Vrijdag; 11:00 - 17:00 uur. September; Zaterdag en zondag; 11:00 - 18:00 uur. Oktober; Vrijdag t/m zondag; 11:00 - 17:00 uur. |                        |                  |
|         | Neer                     | Beesel-Rijkel            | Maas           |            | Fiets-/Voetveer | Motorveerpont (Koplader)       | Vogelvlucht                     | April; Zaterdag en zondag; 10:00 - 18:00 uur. Mei; Dagelijks; 10:00 - 19:00 uur. Juni; Dagelijks; 10:00 - 20:00 uur. Juli t/m augustus; Dagelijks; 10:00 - 21:00 uur. September; Dagelijks; 10:00 - 20:00 uur. Oktober; Zaterdag en zondag; 10:00 - 18:00 uur. |                        |                  |
|         | Kessel                   | Beesel                   | Maas           |            | Autoveer        | Gierpont met motor             | Kessel                          | Hele jaar; Maandag t/m vrijdag; 6:30 - 22:30 uur. Hele jaar; Zaterdag; 7:30 - 22:30. Januari t/m maart; Zondag; 8:30 - 22:30. April t/m september; Zondag; 8:00 - 22:30 uur. Oktober t/m december; Zondag; 8:30 - 22:30 uur. |                        |                  |
|         | Baarlo                   | Steyl                    | Maas           |            | Autoveer        | Gierpont met motor             | Baarlo                          | April t/m september; Maandag t/m vrijdag; 7:00 - 21:00 uur; zaterdag en zondag; 09:00-21:00. Oktober t/m maart; Maandag t/m vrijdag; 7:00 - 19:00 uur; zaterdag en zondag; 9:00 - 19:00. |                        |                  |
|         | Grubbenvorst             | Velden                   | Maas           |            | Autoveer        | Gierpont met motor             | Grubbenvorst                    | Oktober t/m maart; Maandag t/m vrijdag; 7:00 - 19:00 uur. Oktober t/m maart; Zaterdag en zondag; 9:00 - 19:00 uur. April t/m september; Maandag t/m vrijdag; 7:00 - 21:00 uur. April t/m september; Zaterdag en zondag; 9:00 - 21:00 uur. |                        |                  |
|         | Lottum                   | Lomm                     | Maas           |            | Autoveer        | Gierpont met motor             | Lottum                          | Januari t/m maart; Maandag t/m vrijdag; 7:00 - 19:00 uur. Januari t/m maart; Zaterdag en zondag; 9:00 - 19:00 uur. April t/m september; Maandag t/m vrijdag; 7:00 - 21:00 uur. April t/m september; Zaterdag en zondag; 9:00 - 21:00 uur. Oktober t/m december; Maandag t/m vrijdag; 7:00 - 19:00 uur. Oktober t/m december; Zaterdag en zondag; 9:00 - 19:00 uur. |                        |                  |
|         | Lottum                   | Arcen                    | Maas           |            | Fiets-/Voetveer | Electroveerboot (Koplader)     |                                 | April; Dagelijks; 10:00 - 19:00 uur. Mei t/m augustus; Dagelijks; 10:00 - 20:00 uur. Tijdens Sfeermarkt Arcen; 10:00 - 21:00 uur. September; Dagelijks; 10:00 - 19:00 uur. Oktober; Zaterdag en zondag; 11:00 - 17:00 uur. |                        |                  |
|         | Broekhuizen              | Arcen                    | Maas           |            | Autoveer        | Gierpont met motor             | Broekhuizen                     | Hele jaar; Maandag t/m vrijdag; 6:30 - 22:00 uur. Hele jaar; Zaterdag; 7:30 - 22:00 uur. Hele jaar; Zondag; 9:00 - 22:00 uur. |                        |                  |
|         | Blitterswijck            | Wellerlooi               | Maas           |            | Fiets-/Voetveer | Motorveerpont (Koplader)       | Kobus                           | Pasen t/m augustus; Dagelijks; 10:00 - 20:00 uur. September; Dagelijks; 10:00 - 19:00 uur. Oktober; Zaterdag en zondag; 11:00 - 17:00 uur. |                        |                  |
|         | Vierlingsbeek            | Bergen                   | Maas           |            | Autoveer        | Kabelveerpont met motor        | Eendracht                       | Hele jaar; Maandag t/m vrijdag; 6:00 - 22:00 uur. Hele jaar; Zaterdag; 7:00 - 22:00 uur. Hele jaar; Zondag; 8:00 - 22:00 uur. |                        |                  |
|         | Sambeek                  | Afferden                 | Maas           |            | Autoveer        | Kabelveerpont met motor        | Pierre II                       | Januari t/m maart; Maandag t/m vrijdag; 6:30 - 20:30. Januari t/m maart; Zaterdag; 7:30 - 20:30. Januari t/m maart; Zondag; 9:30 - 20:30. April t/m september; Maandag t/m vrijdag; 6:30 - 21:30. April t/m september; Zaterdag; 7:30 - 21:30. April t/m september; Zondag; 9:30 - 21:30. Oktober t/m december; Maandag t/m vrijdag; 6:30 - 20:30. Oktober t/m december; Zaterdag; 7:30 - 20:30. Oktober t/m december; Zondag; 9:30 - 20:30.                                                                                           |                        |                  |
|         | Cuijk                    | Middelaar                | Maas           |            | Autoveer        | Kabelveerpont met motor        | Spes Mea                        | Zomertijd; Maandag t/m vrijdag; 7:00 - 21:00 uur. Zomertijd; Zaterdag; 8:00 - 21:00 uur. Zomertijd; Zondag; 9:00 - 21:00 uur. Wintertijd; Maandag t/m Vrijdag; 7:00 - 19:00 uur. Wintertijd; Zaterdag; 8:00 - 19:00 uur. Wintertijd; Zondag; 9:00 - 19:00 uur. |                        |                  |
|         | Ravenstein               | Niftrik                  | Maas           |            | Fiets-/Voetveer | Motorveerboot                  | Vice Versa                      | Half april t/m juni; Zaterdag en zondag; 10:00 - 17:30 uur. Juli t/m half september; Dagelijks; 10:00 - 17:30 uur. Half september t/m eind september; Zaterdag en zondag; 10:00 - 17:30 uur. | Uitrwaarde             |                  |
|         | Demen                    | Batenburg                | Maas           |            | Fiets-/Voetveer | Motorveerboot koplader         | Het Heerlijk Veer               | Half april t/m juni; Zaterdag en zondag ; 10:00 - 17:30 uur.Juli t/m half september; Dagelijks; 10:00 - 17:30 uur.Half september t/m eind september; Zaterdag en zondag; 10:00 - 17:30 uur. | Uitrwaarde             |                  |
|         | Megen                    | Appeltern                | Maas           | ± 1930     | Autoveer        | Gierpont met motor             | Megen                           | Werkdagen van 6.00 tot 24.00 uur, Zaterdag van 7.00 tot 24 uur, Zondag van 8.00 tot 24 uur | Stichting de Maasveren |                  |
|         | Maasbommel De Gouden Ham | Maasbommel De Gouden Ham | Maasarm        |            | Fiets-/Voetveer | Motorveerpont koplader         | Pontje Ham                      | Mei t/m half juli; zaterdag en zondag; 10:00 - 18:00 uur. Half juli t/m half september; dagelijks; 10:00 - 18:00 uur. Half september t/m eind september; zaterdag en zondag; 10:00 - 18:00 uur. | Uitrwaarde             |                  |
|         | Megen                    | Maasbommel               | Maas           |            | Autoveer        | Kabelveerpont met motor        | Maasbommel                      | Werkdagen van 6.30 tot 19 uur, Weekenden van 10 tot 19 uur | Stichting de Maasveren |                  |
|         | Oijen                    | Alphen                   | Maas           | ± 1930     | Autoveer        | Gierpont met motor             | Tonnie de Blank                 | Zomer (van 1-4 tot 1-10): Werkdagen van 6 tot 21 uur, Zaterdag van 8 tot 21 uur, Zondag van 9 tot 21 uur, Winter (van 1-10 tot 1-4): Werkdagen van 6 tot 20 uur, Zaterdag van 8 tot 20 uur, Zondag van 9 tot 20 uur | Stichting de Maasveren |                  |
|         | Lith                     | Alphen                   | Maas           | ± 1930     | Autoveer        | Kabelveerpont met motor        | Lith                            | Werkdagen van 6.00 tot 24 uur, Weekenden van 8.00 tot 24.00 uur | Stichting de Maasveren |                  |
|         | Maren-Kessel             | Alem                     | Maas           | ± 1930     | Autoveer        | Kabelveerpont met motor        | Amalia                          | Zomer (van 1-4 tot 1-10): Werkdagen van 6 tot 21 uur, Zaterdag van 8 tot 21 uur, Zondag van 9 tot 21 uur, Winter (van 1-10 tot 1-4): Werkdagen van 6 tot 20 uur, Zaterdag van 8 tot 20 uur, Zondag van 9 tot 20 uur | Stichting de Maasveren |                  |
| 227.800 | Herpt                    | Bern                     | Bergsche Maas  |            | Autoveer        | Kabelveerpont met motor        | Bergsche Maas 8                 | Maart t/m oktober; maandag t/m vrijdag 6:00 - 22:00 uur. Zaterdag en zondag 7:00 - 22:00 uur. November t/m februari; maandag t/m vrijdag 7:00 - 18:00 uur. Zaterdag en zondag 9:00 - 17:00 uur. | St. Bergsche Maasveren |                  |
| 234.200 | Nederhemert-Zuid         | Nederhemert-Noord        | Afgedamde Maas |            | Autoveer        | Kabelveerpont met elektromotor | Drs.P veer                      | Maart tot en met oktober 08.00 uur - 18.00 uur. Zondag gesloten. Wintermaanden, daags tevoren bellen voor afspraak, tel.nr.: 0615616195. | Veer Nederhemert       |                  |
| 237.100 | Veen                     | Aalst (Zaltbommel)       | Afgedamde Maas |            | Autoveer        | Kabelveerpont met motor        | Aalst 1                         | November t/m maart; Maandag t/m zaterdag; 6.55 - 19:50. April t/m oktober; Maandag t/m zaterdag; 6.55 - 20.50. Mei t/m september; Zondag; 11.55 - 17.50. | Veerdienst Gorinchem   | Veerboot Aalst 1 |
|         | Woudrichem               | Slot Loevestein          | Afgedamde Maas |            | Fiets-/Voetveer | Roeiboot met buitenboordmotor  | Hugo                            | Zie | Voetveer Woudrichem    |                  |

### Overige
| Linkeroever                  | Rechteroever                        | Water                                 | Veer sinds  | Type Veer          | Type Boten                     | Boten           | Openingstijden                                                                                                 | Uitvoerder                                  | Foto |
| ---------------------------- | ----------------------------------- | ------------------------------------- | ----------- | ------------------ | ------------------------------ | --------------- | --- | ------------------------------------------- | ---- |
| Aerdt                        | Zevenaar                            | Oude Rijn                             |             | Voetveer           | Zelfbedienings-kabelveerpont   | Aerdts Veer     | Hele jaar; dagelijks; overdag.                                                                                 |                                             |      |
| Pannerden                    | Zevenaar                            | Oude Rijn                             |             | Voetveer           | Zelfbedienings-kabelveerpont   | Berghoofdseveer | Hele jaar; dagelijks; hele dag.                                                                                |                                             |      |
| Ubbergen                     | Persingen                           | Het Meer                              |             | Voetveer           | Zelfbedienings-kettingveerpont |                 | Hele jaar; dagelijks; hele dag.                                                                                |                                             |      |
| Gelderland                   | Diefdijk                            | Culemborgsche Vliet                   |             | Fiets-/Voetveer    | Zelfbedienings-kabelveerpont   |                 | Hele jaar; dagelijks; hele dag.                                                                                |                                             |      |
| Lieren                       | Klarenbeek                          | Apeldoorns Kanaal                     |             | Fiets-/Voetveer    | Kabelveerpont handkracht       |                 | 's Zomers; woensdag t/m zondag; 11.00 - 01.00.                                                                 |                                             |      |
| Lochem                       | Lochem Dochterenseweg-Staringkoepel | Berkel                                |             | Voetveer           | Zelfbedienings-kabelveerpont   | Amalia          | Hele jaar; dagelijks.                                                                                          |                                             |      |
| Vreeswijk                    | Vreeswijk                           | Vaartsche Rijn                        | 20 mei 2009 | Fiets-/Voetveer    | Zelfbedienings-kabelveerpont   |                 | Openingstijden Museumwerf Vreeswijk                                                                            |                                             |      |
| Buitenkaag                   | Kaag                                | Ringvaart van de Haarlemmermeerpolder |             | Autoveer           |                                |                 | Hele jaar; 24 uur/dag                                                                                          |                                             |      |
| Puttershoek                  | Zwijndrecht (Groote Lindt)          | Oude Maas                             | (1439) 1946 | Fiets- en voetveer | Veerpont                       | Putter          | | Vrienden van de Voetveren                   |      |
| Gouderak                     | Moordrecht                          | Hollandse IJssel                      |             | Autoveer           | Veerpont                       |                 | Hele jaar, maandag t/m vrijdag 06:30 - 19:30; zaterdag 09:00 - 19:00; zondag 09:00 - 19:00 (van 1-4 t/m 31-10) | Veerdienst Schoonhoven BV                   |      |
| Leiden Merenwijk             | Warmond (Zijldijk)                  | Zijl                                  | 1993        | Fiets- en voetveer | Veerpont                       | Zijlboot        | 's Zomers; dinsdag t/m zondag; 12.00 - 18.00.                                                                  | James Taghavi                               |      |
| Lage Zwaluwe (Noord-Brabant) | Werkendam Jacobinaplaat (Biesbosch) | Hollandsch Diep                       | 2015        | Fiets- en voetveer | Veerpont                       |                 | Mei-Okt Dagelijks overdag, in weekeinde en 's zomers ook begin van de avond                                    | ‘t Leeuweveerke Biesboschweg 7 Lage Zwaluwe |      |
| Julianadorp                  | Anna-Paulowna                       | Noordhollandsch Kanaal                |             | Autoveer           | kabelveerpont                  | Westeinde       | Hele jaar; maandag t/m vrijdag 6:30-12:30,13:30-18:30; zaterdag 13:30-18:00; zondag 9:00-12:30, 13:30-18:00    | Provincie Noord-Holland                     |      |